# Chroicocephalus saundersi
Chroicocephalus saundersi е вид птица от семейство Laridae. Видът е световно застрашен, със статут Уязвим.